# Авлес
Авлес (на гръцки: Αυλές, катаревуса Αυλαί, Авле) е село в Република Гърция, част от дем Сервия в област Западна Македония.

## География
Авлес е разположено на 2 km западно от Сервия.

## История

### В Османската империя
Александър Синве ("Les Grecs de l’Empire Ottoman. Etude Statistique et Ethnographique"), който се основава на гръцки данни, в 1878 година пише, че в Авле (Avlai) живеят 180 гърци.
Според статистика на Серфидженския санджак на гръцкото консулство в Еласона от 1904 година в Авлес (Αυλαίς), Серфидженска каза, живеят 120 гърци елинофони християни.

### В Гърция
През октомври 1912 година, по време на Балканската война, в селото влизат гръцки части и след Междусъюзническата война в 1913 година Авлес остава в Гърция.
В 1922 година в селото са заселени гърци бежанци. В 1928 година Авлес е чисто бежанско селище с 30 бежански семейства и 109 жители бежанци.
Традиционно населението се занимава с отглеждане предимно на жито, картофи, както и със скотовъдство.
| Година    | 1913 | 1920 | 1928 | 1940 | 1951 | 1961 | 1971 | 1981 | 1991 | 2001 | 2011 | 2021 |
| --------- | ---- | ---- | ---- | ---- | ---- | ---- | ---- | ---- | ---- | ---- | ---- | ---- |
| Население | 180  | 146  | 295  | 440  | 494  | 634  | 526  | 481  | 490  | 293  | 6    | 236  |